# Власницький формат файлу
Власницький формат файлу — це формат файлу компанії, організації чи окремої особи, який містить дані, які впорядковані та зберігаються відповідно до певної схеми кодування, розробленої компанією чи організацією як секретною, так що декодування та інтерпретацію цих збережених даних легко отримати лише за допомогою спеціального програмного чи апаратного забезпечення, яке розробила сама компанія. Специфікація формату кодування даних не розголошується або лежить в основі угод про нерозголошення. Запатентований формат також може бути форматом файлу, кодування якого фактично опубліковано, але обмежено ліцензіями, таким чином, що лише сама компанія або ліцензіати можуть використовувати його. Навпаки, відкритий формат — це формат файлу, який опублікований і вільний для використання всіма.
Власницькі формати, як правило, контролюються компанією чи організацією для власної вигоди, а обмеження їх використання іншими забезпечується через патенти або комерційну таємницю. Таким чином, мається на меті надати власнику ліцензії виключний контроль над технологією. Зазвичай такі обмеження намагаються запобігти зворотній інженерії, хоча ті, хто її практикує, вважають, що зворотна інженерія форматів файлів для цілей взаємодії є законною. Правові позиції відрізняються в залежності від законодавства кожної окремої країни, яке пов'язані, серед іншого, з патентами на програмне забезпечення.
Оскільки контроль над форматом може здійснюватися різними способами та в різному ступені, а документація щодо формату може різними способами відрізнятися від ідеалу, не обов'язково існує чітка чорно-біла різниця між відкритими та пропрієтарними форматами. Також немає жодної загальновизнаної «яскравої межі», яка їх розділяє. Наведені нижче списки відомих форматів ілюструють цю тезу, розрізняючи «відкриті» (тобто публічно задокументовані) пропрієтарні формати від «закритих» (недокументованих) власницьких форматів і включаючи ряд випадків, які одні спостерігачі класифікують як відкриті, а інші — як власницькіі.

## Конфіденційність, власність, ризик і свобода
Одним із спірних питань щодо використання власних форматів є право власності на створений вміст.  Якщо інформація зберігається у спосіб, який постачальник програмного забезпечення користувача намагається зберегти в таємниці, користувач може володіти інформацією через те, що він її створив, але він не може її отримати, окрім як за допомогою оригінального програмного забезпечення, яке створило файл. Без стандартного формату файлів або конвертерів зі зворотною інженерією користувачі не можуть обмінюватися даними з людьми, які використовують конкуруюче програмне забезпечення. Той факт, що користувач залежить від певної марки програмного забезпечення для отримання інформації, що зберігається у файлі власницького формату, збільшує бар'єри входу для конкуруючого програмного забезпечення та може сприяти концепції блокування постачальника .
Проблема ризику виникає через те, що власницькі формати менш імовірно будуть публічно задокументовані, а отже, менш стійкі до майбутнього. Якщо фірма, яка займається розробкою програмного забезпечення, що володіє правом на цей формат, перестане створювати програмне забезпечення, яке може читати його, тоді ті, хто використовував цей формат у минулому, можуть втратити всю інформацію в цих файлах. Особливо часто це стосується форматів, які не були широко поширені. Однак навіть такі всюдисущі формати, як Microsoft Word, не можуть бути повністю перероблені. 

## Відомі власницькі формати

### Відкриті власницькі формати
- AAC — відкритий стандарт, але належить Via Licensing[3]
- GEDCOM — відкрита специфікація для обміну генеалогічними даними, що належить Церкві Ісуса Христа Святих Останніх Днів
- MP3 — відкритий стандарт, але підлягає патентуванню в деяких країнах[4]

### Закриті власницькі формати
- CDR — (незадокументований) рідний формат CorelDraw, котрий в основному використовується для векторних графічних малюнків
- DWG — (недокументований) AutoC
- AD малюнок
- PSD — (задокументований[5]) рідний формат зображень Adobe Photoshop
- RAR — (частково задокументований) архів і формат файлу стиснення, який належить Олександру Л. Рошалю[6]
- WMA — закритий формат, що належить Microsoft

### Суперечливі
- RTF — формат файлу відформатованого тексту (запатентований[7][8][9][10], опублікована специфікація, яка визначена та підтримується лише Microsoft)
- SWF — формат Adobe Flash (раніше закритий/недокументований, тепер частково або повністю відкритий)
- XFA — Adobe XML Forms Architecture, що використовується у PDF-файлах (опублікована специфікація Adobe, потрібна, але не задокументована в стандарті PDF ISO 32000-1; контролюється та підтримується лише Adobe[11][12])
- ZIP — базова версія цього формату файлів для стиснення даних і архіву є загальнодоступним, але новіші версії мають деякі запатентовані функції[13][14][15]

### Власницькі раніше
- GIF — формат обміну графікою CompuServe (безоплатна ліцензія специфікації вимагає від розробників вказувати CompuServe як власника формату; окремо, патенти, що охоплюють певні аспекти специфікації, були утримані Unisys до закінчення терміну їх дії в 2004 році)
- PDF — портативний формат документів Adobe (відкритий з 2008 року — ISO 32000-1), але все ще існують деякі технології, необхідні для застосування ISO 32000-1, котрі визначені лише Adobe та залишаються запатентованими (наприклад, Adobe XML Forms Architecture, Adobe JavaScript).[16][17][18]
- DOC — Microsoft Word Document (раніше закритий/недокументований, тепер Microsoft Open Specification Promise)
- XLS — формат файлу електронної таблиці Microsoft Excel (раніше закритий/недокументований, тепер Microsoft Open Specification Promise)
- PPT — формат файлу презентації Microsoft PowerPoint (раніше закритий/недокументований, тепер Microsoft Open Specification Promise)